# 坂倉花
坂倉 花（さかくら さくら、2004年4月3日 - ）は、日本の女性 声優。埼玉県出身。StarRise所属。Liella!のメンバー。

## 経歴
2023年、ラブライブ!スーパースター!!第2期放送後に発表された3期生一般公募オーディションに参加し、合格する。
2023年6月11日、Liella!生放送にて鬼塚冬毬役としてデビューし、Liella!に3期生として加入する。
2025年6月5日、公式クレジットカードの提供を開始
2025年6月7日、カードの利用額の一部が坂倉の活動資金として還元される仕組みに対し、「ファンから“搾取”するカードではないか」などとした批判が集まり、公式クレジットカードの申し込み受付及びクラブ運営を終了することが発表された。
2025年6月10日、極度の不安による体調不良が続いているとして、医師の診断により全ての活動を当面休止し休養に専念することが事務所より発表された。活動休止に伴い、ライブ（5公演）・イベント・ラジオの出演見合わせが発表された。
2025年7月30日、活動再開に関する見込みが立っていないとして、追加でライブ（3公演）の出演見合わせが発表された。

## 人物
特技はピアノ、剣道、書道、趣味は猫と遊ぶこと、おいしいものを食べること、キックボクシング。
好きな食べ物は刺身とオムライス。
声優活動を始める以前は保育について学んでいた。YouTube「保育士バンク!チャンネル」では1日保育士体験に挑戦した。
かねてからラブライブ!シリーズのファンであり、これは『ラブライブ!スクールアイドルフェスティバル』を実兄がプレイしていたことがきっかけである。

## 出演
※太字はメインキャラクター。

### テレビアニメ
- ラブライブ!スーパースター!!（2024年、鬼塚冬毬[13]）

### ゲーム
- ラブライブ! スクールアイドルフェスティバル2 MIRACLE LIVE!（2023年、鬼塚冬毬[14]）
- D.C. Re:tune 〜ダ・カーポ〜 リチューン（2025年、森川知子[15]）

### ラジオ
- What a Wonderful Radio!!（2024年4月 - 2024年9月、TOKYO FM）
- ANISON EXPO supported by Bandai Namco Music Live（2025年1月、TOKYO FM）
- 坂倉花のトークに花を咲かせましょう　（2025年4月、FM FUJI）

### 配信番組
- 坂倉花のにゃんでもやります!（ニコニコチャンネルプラス、2023年 - 2025年）[16][17]